# Olena Cerevatova
Olena Cerevatova (n. 17 iulie 1970, Salsk, RSFS Rusă, URSS) este o caiacistă ce a reprezentat Ucraina, medaliată olimpică. A participat la 2 ediții ale Jocurilor Olimpice (2000, 2004) în care a câștigat o medalie de bronz.